# Francis Planté
Francis Planté (ur. 2 marca 1839 w Orthez, zm. 19 grudnia 1934 w Saint-Avit) – francuski pianista.

## Życiorys
Zadebiutował jako pianista w wieku 7 lat. W latach 1849–1850 studiował w Konserwatorium Paryskim u Antoine’a François Marmontela, po zaledwie 7 miesiącach nauki zdobywając I nagrodę w grze na fortepianie. Później uczył się harmonii u François Bazina. Jako protegowany Franza Liszta i Gioacchino Rossiniego występował w paryskich salonach, występował też jako kameralista z Jeanem-Delphinem Alardem i Augustem Franchomme’em. Na dziesięć lat wycofał się z publicznej działalności, wznawiając koncertowanie w 1872 roku. Odbył liczne podróże po Europie, w 1886 roku wykonał w Paryżu w obecności kompozytora II Koncert fortepianowy A-dur i II Rapsodię węgierską Liszta. Po 1900 roku zaprzestał publicznych występów, pojawił się na scenie ponownie tylko raz na kilku koncertach w 1915 roku, grając jednak oddzielony od publiczności kotarą.
W 1928 roku dokonał nagrania dla wytwórni Columbia Records 7 etiud Fryderyka Chopina oraz utworów Felixa Mendelssohna i Roberta Schumanna.